# Alexander Karl Nikolai von Lieven

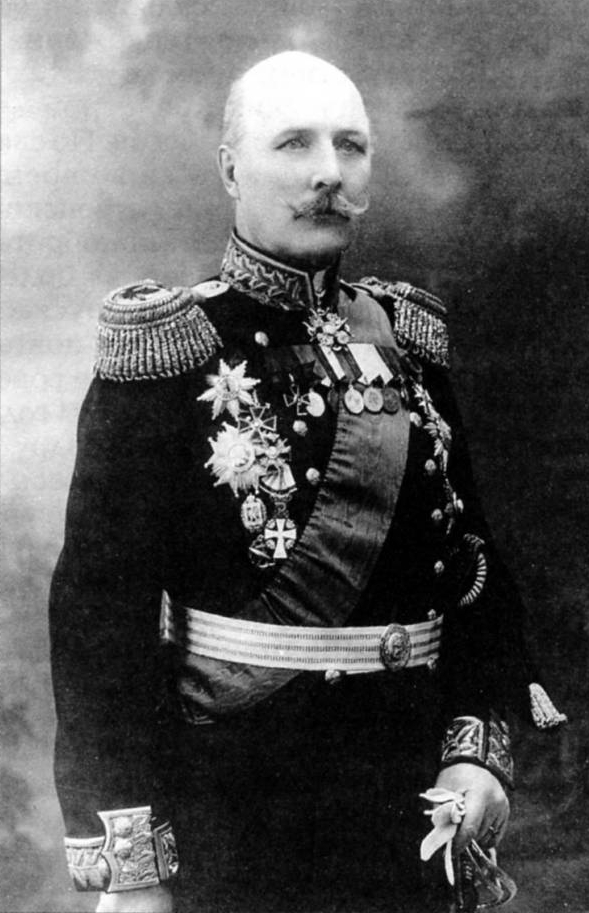

Alexander Karl Nikolai von Lieven (russisch Александр Александрович Ливен, wissenschaftliche Transliteration Aleksandr Aleksandrovič Liven; * 7. Juli 1860 in Senten, Kurland; † 23. Februar 1914 in Udine, Italien) war ein russischer Vizeadmiral und Chef des Marinegeneralstabs.

## Leben
Er war Angehöriger des deutschbaltischen Adelsgeschlechts der Fürsten von Lieven. Seine Eltern waren Alexander Fürst von Lieven (1833–1876), seine Mutter Louise, geb. Gräfin von Keyserling (1833–1902).
Seine Laufbahn begann er beim Kadettenkorps in Lichterfelde avancierte zum preußischen Fähnrich und trat als solcher 1878 ins Semjonowskoje-Leibgarderegiment in St. Petersburg, also in russische Dienste über. Er wurde 1884 Midshipman der Flotte und stieg 1898 zum Kapitän II. Ranges auf.
Im Spanisch-Amerikanischen Krieg war er russischer Militärattaché auf amerikanischer Seite. Von 1902 bis 1904 war er Kommandant des Kreuzers Razboinik (Разбойник) und im Juni 1905 interims Kommandant des Kreuzers Diana, den er im Russisch-Japanischen Krieg in den Hafen von Saigon rettete. Im selben Jahr erhielt er seine Beförderung zum Kapitän I. Ranges. Nachdem er zum Konteradmiral avancierte, war er in den Jahren 1911 bis 1914 Chef des Marine-Generalstabes. 1912 stieg er zum Vizeadmiral auf.
Lieven war Inhaber des St.-Anna-Ordens II. Klasse (1903), des St.-Wladimir-Ordens III. Grades (1910) und des St.-Stanislaus-Ordens I. Klasse (1911).